# Lijst van moskeeën in Nederland
Deze lijst omvat moskeeën in Nederland. Nederland telt 453 moskeeën (2010).
| Naam                                     | Afbeelding | Stad                   | Provincie     | Jaar                                               | Architect/ Oprichter             | Opmerkingen                                                                     |
| ---------------------------------------- | ---------- | ---------------------- | ------------- | -------------------------------------------------- | -------------------------------- | ------------------------------------------------------------------------------- |
| Aalten Fatih Moskee (Aalten Fatih Camii) |            | Aalten                 | Gelderland    |                                                    |                                  | (Turks)                                                                         |
| Yunus Emre Moskee                        |            | Almelo                 | Overijssel    | 1974                                               | B. Sevincsoy                     | (Turks)                                                                         |
| Moskee Abu Bakr                          |            | Almere                 | Flevoland     |                                                    |                                  | (Marokkaans)                                                                    |
| Sultan Ahmet Moskee                      |            | Almere                 | Flevoland     |                                                    |                                  |                                                                                 |
| Imami Azam Moskee                        |            | Culemborg              | Gelderland    | 2011                                               |                                  | (Turks)                                                                         |
| Ahmet Yesevi Moskee                      |            | Cuijk (gemeente)       | Noord-Brabant |                                                    |                                  |                                                                                 |
| An-Nour Moskee                           |            | Cuijk (gemeente)       | Noord-Brabant |                                                    |                                  |                                                                                 |
| Al Fath Moskee                           |            | Alphen aan den Rijn    | Zuid-Holland  |                                                    |                                  |                                                                                 |
| Moskee El Fath                           |            | Amersfoort             | Utrecht       | 2007                                               | Gerard Rijnsdorp                 | (Marokkaans)                                                                    |
| Moskee Al Fath                           |            | Arnhem                 | Gelderland    | 1988                                               | Hadj Ahmed Ettajiri              | (Marokkaans) Ait Said                                                           |
| El-Feth moskee                           |            | Tilburg                | Noord-Brabant | 2020                                               | Frans van den Hout               | (Marokkaans)                                                                    |
| Moskee Al-Ihsane                         |            | Amsterdam              | Noord-Holland |                                                    | Gerard Rijnsdorp                 |                                                                                 |
| Mevlana Moskee                           |            | Amersfoort             | Utrecht       |                                                    |                                  | (Turks)                                                                         |
| Assoenna Moskee                          |            | Amsterdam              | Noord-Holland |                                                    |                                  |                                                                                 |
| Suleymaniye Camii Moskee                 |            | Amsterdam (Osdorp)     | Noord-Holland |                                                    |                                  | ISN (Turks)                                                                     |
| El Tawheed Moskee                        |            | Amsterdam (West)       | Noord-Holland |                                                    |                                  | Stichting El Tawheed                                                            |
| Fatih Moskee                             |            | Amsterdam (Centrum)    | Noord-Holland | 1929, 1981                                         | Hendrik Willem Valk (1921)       | Voormalige rooms-katholieke Sint-Ignatius-Kerk, nu Diyanet (Turks)              |
| Blauwe Moskee (Amsterdam)                |            | Amsterdam (West)       | Noord-Holland | 2012                                               |                                  | (Marokkaans)                                                                    |
| Mevlana Moskee                           |            | Amsterdam (West)       | Noord-Holland |                                                    |                                  | Milli Görüş (Turks)                                                             |
| Moskee Taibah                            |            | Amsterdam -Zuidoost    | Noord-Holland | 1985                                               | Paul Haffmans                    | (Surinaams)                                                                     |
| Taqwah moskee                            |            | Amsterdam (Sloterdijk) | Noord-Holland | 2012                                               |                                  | Gebouwd in bedrijvengebied Amsterdam Sloterdijk.                                |
| Westermoskee                             |            | Amsterdam (West)       | Noord-Holland | 2016                                               | Marc en Nadia Breitman           | Milli Görüş (Turks)                                                             |
| Eyüp Sultan Moskee                       |            | Apeldoorn              | Gelderland    | 1985                                               | Gijs Hoek                        | (Turks)                                                                         |
| Ayasofya Moskee                          |            | Arnhem                 | Gelderland    |                                                    |                                  | Turks Maakt deel uit van de Islamitische Unie Culturele Stichting Arnhem.       |
| Mevlana Moskee                           |            | Assen                  | Drenthe       |                                                    |                                  | (Turks)                                                                         |
| Moskee El Moslimien                      |            | Assen                  | Drenthe       |                                                    |                                  |                                                                                 |
| Ulu-moskee                               |            | Bergen op Zoom         | Noord-Brabant | 2009                                               |                                  | Turks. Voorheen gevestigd in een Hollandia melkfabriek (1984).                  |
| Moskee Arrahman                          |            | Breda                  | Noord-Brabant |                                                    |                                  | (Marokkaans)                                                                    |
| Sultan Ahmet Moskee                      |            | Delft                  | Zuid-Holland  | 1995                                               |                                  |                                                                                 |
| Al Ansaar Moskee                         |            | Delft                  | Zuid-Holland  |                                                    |                                  | (Marokkaans)                                                                    |
| Yunus Emre Moskee                        |            | Delfzijl               | Groningen     |                                                    |                                  | (Turks)                                                                         |
| Arrahma Moskee                           |            | 's-Hertogenbosch       | Noord-Brabant | 1996                                               |                                  | (Marokkaans)                                                                    |
| Al Madinah Moskee                        |            | Den Haag               | Zuid-Holland  |                                                    |                                  | (Surinaams)                                                                     |
| Anware Mustafa Moskee                    |            | Den Haag               | Zuid-Holland  | 1981                                               |                                  | (Surinaams)                                                                     |
| Aqsa Moskee                              |            | Den Haag               | Zuid-Holland  | 1979                                               |                                  | Diyanet, Islamitische Stichting Nederland Mescidi Aksa. Voormalige synagoge     |
| As-Soennah Moskee                        |            | Den Haag               | Zuid-Holland  | 2008                                               |                                  | Salafisme                                                                       |
| El Mouhsininmoskee                       |            | Den Haag               | Zuid-Holland  |                                                    |                                  |                                                                                 |
| Mobarak Moskee                           |            | Den Haag               | Zuid-Holland  | 1955                                               |                                  | Eerste als moskee ontworpen gebouw in Nederland (Ahmadiyya Moslim Gemeenschap). |
| Merkez Moskee                            |            | Deventer               | Overijssel    | 2003                                               | Bureau Lema 5                    | (Turks)                                                                         |
| Selimiye Moskee                          |            | Dieren                 | Gelderland    |                                                    |                                  | (Turks)                                                                         |
| Moskee Merkez                            |            | Doetinchem             | Gelderland    |                                                    |                                  | (Turks)                                                                         |
| Mevlana Camii Moskee                     |            | Dordrecht              | Zuid-Holland  |                                                    |                                  | (Turks)                                                                         |
| Moskee Al-Rahman                         |            | Dordrecht              | Zuid-Holland  |                                                    |                                  | (Marokkaans)                                                                    |
| Al Fath Moskee                           |            | Dordrecht              | Zuid-Holland  | 2014                                               |                                  | (Marokkaans)                                                                    |
| Ayasofya camii                           |            | Dordrecht              | Zuid-Holland  |                                                    |                                  | (Turks)                                                                         |
| Fatih Moskee                             |            | Dronten                | Flevoland     |                                                    |                                  | (Turks)                                                                         |
| Al Mouahidin-moskee                      |            | Ede                    | Gelderland    | 2009                                               | Opaal Architecten                | (Marokkaans)                                                                    |
| Turkse Grote Moskee                      | 150px      | Ede                    | Gelderland    | 2017                                               |                                  | (Turks)                                                                         |
| Ayasofya Moskee                          |            | Eerbeek                | Gelderland    |                                                    |                                  | (Turks)                                                                         |
| Arrahmaan Moskee                         |            | Eindhoven              | Noord-Brabant | 1987                                               |                                  | (Marokkaans)                                                                    |
| Fatih Moskee                             |            | Eindhoven              | Noord-Brabant |                                                    |                                  | Willemstraat (Turks)                                                            |
| Al-Fourqaanmoskee                        |            | Eindhoven              | Noord-Brabant |                                                    |                                  |                                                                                 |
| Mevlana Moskee (Eindhoven)               |            | Eindhoven              | Noord-Brabant |                                                    |                                  |                                                                                 |
| Anwar-E-Madinah Moskee (Eindhoven)       |            | Eindhoven              | Noord-Brabant |                                                    |                                  |                                                                                 |
| ISN Yildirim Beyazit Moskee              |            | Emmen                  | Drenthe       |                                                    |                                  | (Turks)                                                                         |
| Allahs huis voor moslims                 |            | Enschede               | Overijssel    | 2003                                               | Meinen-Bosch                     |                                                                                 |
| Selimiye Moskee                          |            | Enschede               | Overijssel    |                                                    |                                  | (Turks)                                                                         |
| Alhrmaan-moskee                          |            | Goes                   | Zeeland       |                                                    |                                  | (Geen specifieke nationaliteit)                                                 |
| Moskee Nour                              |            | Gouda                  | Zuid-Holland  | 1994                                               | Gerard Rijnsdorp                 |                                                                                 |
| Eyüp Sultan Moskee                       |            | Groningen              | Groningen     |                                                    |                                  | (Turks)                                                                         |
| Ertugrul Gazi Moskee                     |            | Haaksbergen            | Overijssel    |                                                    |                                  | (Turks)                                                                         |
| Mosque Arrahman                          |            | Haarlem                | Noord-Holland |                                                    | Gerard Rijnsdorp                 |                                                                                 |
| Selimiye Moskee                          |            | Haarlem                | Noord-Holland |                                                    |                                  | (Turks)                                                                         |
| Fatih Moskee                             |            | Haarlem                | Noord-Holland |                                                    |                                  | (Turks)                                                                         |
| Furkan Moskee                            |            | Haarlem                | Noord-Holland |                                                    |                                  | (Turks)                                                                         |
| Mehmet Akif Ersoy                        |            | Harderwijk             | Gelderland    |                                                    |                                  | (Turks)                                                                         |
| Nour Moskee                              |            | Heerlen                | Limburg       |                                                    |                                  | (Turks)                                                                         |
| Moskee Ku'ba                             |            | Heerlen                | Limburg       |                                                    |                                  | (Marokkaans)                                                                    |
| Fatih-moskee                             |            | Helmond                | Noord-Brabant | 1995                                               | Sevinsoy en Mabeg                | Turks                                                                           |
| Aya-Sofia-moskee                         |            | Hengelo                | Overijssel    |                                                    |                                  | Voormalige gymnastiekzaal, toevallig precies op Mekka gericht                   |
| Al Fath                                  |            | Hoorn                  | Noord-Holland |                                                    |                                  | (Marokkaans)                                                                    |
| Abdulkadir Geylani                       |            | Hoorn                  | Noord-Holland | 1991                                               |                                  | (Turks)                                                                         |
| Al Hijra moskee                          |            | Leiden                 | Zuid-Holland  | 2018                                               |                                  |                                                                                 |
| Islamitisch Centrum Imam Malik           |            | Leiden                 | Zuid-Holland  | 2012                                               | Gerard Rijnsdorp                 |                                                                                 |
| Firdaus Moskee                           |            | Lelystad               | Flevoland     |                                                    |                                  |                                                                                 |
| Moskee el Imaan                          |            | Lelystad               | Flevoland     | 2002                                               |                                  | (Marokkaans)                                                                    |
| Selimiye Moskee                          |            | Lochem                 | Gelderland    |                                                    |                                  | (Turks)                                                                         |
| Tevhid-moskee                            |            | Maastricht             | Limburg       | 1991                                               |                                  | (Turks)                                                                         |
| El Fath-moskee                           |            | Maastricht             | Limburg       | 2002                                               | Marten de Koningh                | (Marokkaans)                                                                    |
| Fatih Moskee                             |            | Medemblik              | Noord-Holland |                                                    |                                  | (Turks)                                                                         |
| Al Mohsinien-moskee                      |            | Meppel                 | Drenthe       | 2009                                               |                                  | (Marokkaans)                                                                    |
| Yildirim-Beyazit Moskee                  |            | Middelburg             | Zeeland       |                                                    |                                  | (Turks) Wordt op dit moment gebouwd                                             |
| Abibakrmoskee                            |            | Nijmegen               | Gelderland    | 1985                                               |                                  | (Marokkaans) Voormalige lagere school                                           |
| Moskee Al Moslimin                       |            | Nijmegen               | Gelderland    | 2007                                               |                                  | (Marokkaans) Voormalige lagere school                                           |
| Eyup Sultan Moskee                       |            | Nijmegen               | Gelderland    |                                                    |                                  | (Turks) Voormalige fabriekshal                                                  |
| Krekelstraatmoskee                       |            | Nijmegen               | Gelderland    |                                                    |                                  | (Turks) Voormalige gymnastiekzaal                                               |
| Fatih Moskee                             |            | Oldenzaal              | Overijssel    |                                                    |                                  | (Turks)                                                                         |
| Suleymaniye Moskee                       |            | Rilland                | Zeeland       |                                                    |                                  | (Turks)                                                                         |
| ISN Moskee Rijssen                       |            | Rijssen                | Overijssel    |                                                    |                                  | (Turks)                                                                         |
| El Nour Moskee                           |            | Roermond               | Limburg       |                                                    |                                  |                                                                                 |
| Fatih Moskee                             |            | Roermond               | Limburg       |                                                    |                                  | (Turks)                                                                         |
| Anadolu Moskee                           |            | Rotterdam              | Zuid-Holland  | 1982                                               |                                  | (Turks)                                                                         |
| Kocatepe Moskee                          |            | Rotterdam              | Zuid-Holland  | 1996                                               |                                  | (Turks)                                                                         |
| Mevlana Moskee                           |            | Rotterdam              | Zuid-Holland  | 2001                                               |                                  |                                                                                 |
| Iskender Pasa Moskee                     |            | Rotterdam              | Zuid-Holland  | 1984                                               |                                  | (Turks)                                                                         |
| Essalammoskee                            |            | Rotterdam              | Zuid-Holland  | 2010                                               | WAM Architecten                  | (Marokkaans)                                                                    |
| Ayasofya Moskee                          |            | Sneek                  | Friesland     | 1978                                               |                                  | (Turks)                                                                         |
| Moskee Assalam                           |            | Leeuwarden             | Friesland     | 1996                                               |                                  | (Marokkaans)                                                                    |
| Sultan Ahmet Moskee                      |            | Tegelen                | Limburg       |                                                    |                                  |                                                                                 |
| Ahmet Yesevi Moskee                      |            | Tiel                   | Gelderland    |                                                    |                                  | (Turks)                                                                         |
| Moskee Naser Tiel                        |            | Tiel                   | Gelderland    |                                                    |                                  | Voormalige synagoge (Marokkaans)                                                |
| El Hasani Moskee                         |            | Tiel                   | Gelderland    |                                                    |                                  | (Marokkaans)                                                                    |
| Suleymaniye Moskee                       |            | Tilburg                | Noord-Brabant | 2001                                               | Bert Toorman i.s.m. Hilmi Şahin  | (Turks)                                                                         |
| Yıldırım Beyazit Moskee                  |            | Uden                   | Noord-Brabant | 1990                                               |                                  | (Turks)                                                                         |
| Süleymaniye-moskee                       |            | Uden                   | Noord-Brabant | 1990                                               |                                  | (Turks)                                                                         |
| Mescid-i Aksa Moskee                     |            | Utrecht                | Utrecht       | 1982                                               |                                  | (Turks)                                                                         |
| Ulu Moskee                               |            | Utrecht                | Utrecht       | 2014                                               | Ishak Önen                       | (Turks)                                                                         |
| Abi Bakr Assadik Moskee                  |            | Utrecht                | Utrecht       | 2005                                               | Nahied Koolen (ARC Architecten)  |                                                                                 |
| Omar-Al-Faroukmoskee                     |            | Utrecht                | Utrecht       | 1967 (bouwjaar) 1985 (ontstaan organisatie)        | J.P.I. Maas                      | Gebouwd als rooms-katholieke Emmauskerk (Marokkaans)                            |
| Sayidina Ibrahim Moskee                  |            | Utrecht                | Utrecht       | 1996 (2003 is er een extra verdieping aangebracht) | Hamid Oppier                     |                                                                                 |
| Sultan Ahmet Moskee                      |            | Vaassen                | Gelderland    |                                                    |                                  |                                                                                 |
| Osman Gazi Moskee                        |            | Veendam                | Groningen     | 1984                                               |                                  | (Turks)                                                                         |
| Selimiye Moskee                          |            | Veghel                 | Noord-Brabant | 2018                                               | Erdal Önder                      | (Turks) Opgericht in 1980, nieuwbouw in 2018.                                   |
| Tevhit Moskee                            |            | Venlo                  | Limburg       | 2019                                               | Frans Engels Architectenburo BNA | (Turks)                                                                         |
| Touba Moskee                             |            | Vlissingen             | Zeeland       |                                                    |                                  | (Vooral Marokkaans) Voormalige kleuterschool                                    |
| Abdulkadir Geylani Moskee                |            | Waalwijk               | Noord-Brabant | 2012                                               |                                  | (Turks)                                                                         |
| An Nur Moskee                            |            | Waalwijk               | Noord-Brabant | 1989                                               | Latief Perotti                   | (Indonesisch)                                                                   |
| Sultan Ahmet Moskee                      |            | Zaandam                | Noord-Holland | 1994                                               | Bedri Sevincsoy                  | (Turks)                                                                         |
| Eyüp Sultan Moskee                       |            | Zeist                  | Utrecht       |                                                    |                                  | (Turks)                                                                         |
| Mevlana Moskee                           |            | Zevenaar               | Gelderland    | 2017                                               |                                  |                                                                                 |
| Moskee Al Qibla                          |            | Zoetermeer             | Zuid-Holland  | 2005                                               |                                  | (Marokkaans)                                                                    |
| Diyanet moskee                           |            | Zoetermeer             | Zuid-Holland  |                                                    |                                  | (Turks)                                                                         |
| Ayasofya Moskee                          |            | Hengelo                | Overijssel    | 2023                                               | PR8 Architecten                  | (Turks)                                                                         |